# 泉梅之助
泉 梅之助（いずみ うめのすけ）は日本の俳優、スーツアクター。

## 来歴
テレビ映画『ウルトラマン』（円谷プロ、TBS）で、怪獣役を務め、大映映画 『ガメラ対大悪獣ギロン』、『ガメラ対大魔獣ジャイガー』では主役のガメラ役を演じた。
元々は地方巡業の旅回り一座の座長を務めており、東宝映画の立ち回り場面にも出演している。
1970年代後期から円谷プロで怪獣ショーのスタッフを務めた。
1970年代から1980年代まで円谷プロの怪獣倉庫で着ぐるみのメンテナンスを務めていた。

## 出演履歴

### テレビ
- ウルトラマン
  - ウルトラマン前夜祭 ウルトラマン誕生（1966年） - 磁力怪獣アントラー
  - 第4話「大爆発五秒前」（1966年） - 海底原人ラゴン（巨大）[3][4]
  - 第8話「怪獣無法地帯」（1966年） - 地底怪獣マグラー[5]
- コメットさん
  - 第54話「ミクロ人間SOS!!」（1968年） - 怪物A
  - 第76話「小さい小さいものの魂」（1968年） - 虫チーム
- ウルトラファイト（1970年 - 1971年） - 怪獣・宇宙人[6]

### 映画
- ガメラ対大悪獣ギロン（1969年） - ガメラ
- ガメラ対大魔獣ジャイガー（1970年） - ガメラ